# Setter (Unternehmen)
Setter war ein spanisches Kraftrad- und späteres Maschinenbauunternehmen mit Sitz in Elche, das von 1951 bis 1970 Mopeds und leichte Motorräder sowie ab 1971 Maschinen für die Leder- und Textilindustrie herstellte. Seit 2017 werden unter der Marke Setter wieder Motorradmodelle gefertigt.

## Unternehmensgeschichte
Miguel Santonja Santonja, ein in Alcoy geborener Zweiradmechaniker, ließ sich in Elche nieder, um Fahrräder zu verkaufen und zu reparieren. Die Nachfrage nach Fahrrädern und Mopeds wuchs Anfang der 1950er Jahre so stark, dass er sich entschloss, Fahrräder mit einem rollengetriebenen Hilfsmotor zu Mopeds umzubauen.

### Motorrad- und Motorenproduktion (1951–1970)
1951 hatte er seinen ersten 55-cm³-Rollenmotor für diese Zwecke fertiggestellt. Daraufhin begann in Miguel Santonjas Werkstatt, der Taller electro mecánico Miguel S. Santonja in der Calle Maximiliano Thous 31 (38° 12′ 30,2″ N, 0° 34′ 6,5″ W), die Produktion eigener Krafträder. Im September 1952 wurde das erste selbstgefertigte 60-cm³-Motorfahrrad mit Eingangmotor auf der Strecke Sevilla-Barcelona einem Härtetest unterzogen, um die Zuverlässigkeit zu demonstrieren. Die ersten 60-cm³-Mopeds wurden 1952 noch unter dem Namen Santonja ausgeliefert. Der ebenfalls 1952 gebaute Prototyp „Santonia“ mit 125-cm³-Motor und 3-Gang-Fußschaltung ging nicht in die Serienfertigung.
Hauptkonkurrenten des Modells auf dem spanischen Markt waren die Mopeds des Mitbewerbers G.A.C. (Garate, Anitua y Compañía) in Eibar, der einen 63-cm³-Lizenzbau der erfolgreichen „Mobylette“ von Motobécane auf dem spanischen Markt anbot. Als einer Überlieferung nach ein Vertriebspartner Santonjas, der das „C“ unklar aussprach, auf valenzianisch sagte: „Tenim que acabar amb els de GAT“ (zu deutsch „Wir müssen denen von GAT ein Ende setzen“ – gemeint war G.A.C.), klang dies durch die schlechte Aussprache ähnlich wie: „Wir müssen ihrer Katze (span. gato) ein Ende setzen.“ Diese witzige Zweideutigkeit führte dazu, eine Hunderasse als Markennamen für die Motorräder zu wählen, weil der Hund allgemein der Feind der Katze sei. Santonja entschied sich für die Rasse seines Haushundes, den Setter. Ab 1953 wurden die hauseigenen Fahrzeugmodelle unter dem neuen Markennamen vertrieben, beginnend mit dem 60-cm³-Moped von 1952, das 1953 noch als Setter 60 cm³ weitergefertigt wurde.

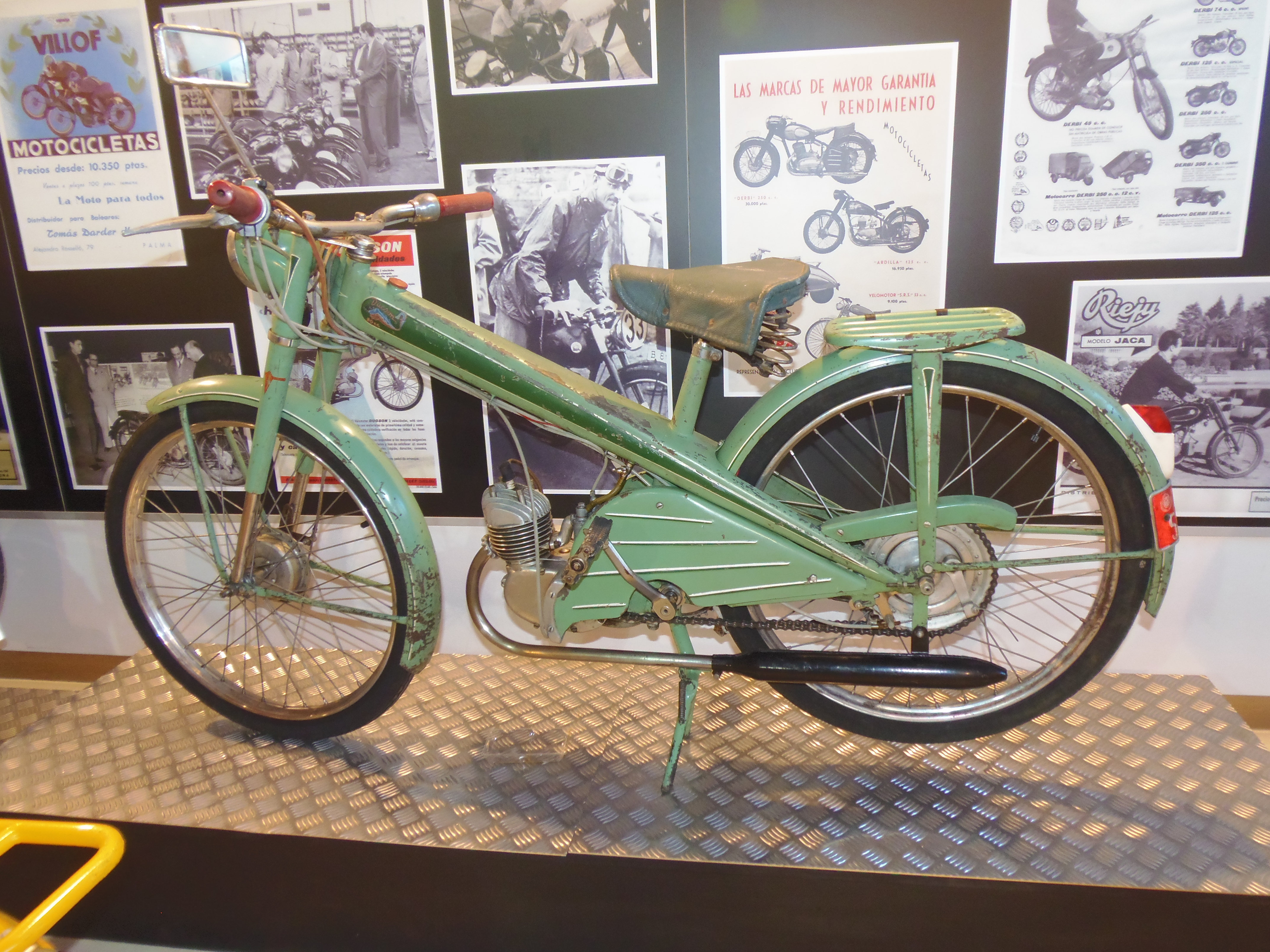
Ducson „Dama 50“ (1957) mit Setter-Motor

Anfang der 1950er Jahre hatte die Werkstatt etwa 30 Arbeiter. Gefertigt wurden in den folgenden Jahren eigene Zweitakt-Einzylinder-Mopeds mit Hubräumen von 45, 49, 60, 74 und 125 cm³. Einige Setter-Motoren wurden auch in Krafträdern von Ducson in Barcelona, gegründet 1950 von Vicente Solá als Industria Ciclista Vicente Solá, eingebaut. Für RMH (Rafael Mira e Hijos) in der Avenida de José Antonio 8 in Valencia fertigte Setter von Februar 1963 bis Februar 1965 komplette Motorradgrundmodelle, die dort mit 122- und 197-cm³-Motoren des spanischen Herstellers Hispano Villiers vervollständigt und unter eigenem Markennamen vertrieben wurden. Bis 1958 wurden 250 bis 400 Fahrzeuge pro Jahr produziert. Settler-Krafträder nahmen an mehreren Wettkämpfen bei Veranstaltungen an der Levante in der Mopedklasse teil. Am erfolgreichsten waren die 74-cm³-Modelle „M-59 E“ (1959–1961), die unter anderem von Ramiro Blanco, César Gracia, Enrique Escuder und José Pascual, dem offiziellen Hausfahrer, gefahren wurden.
Das weiterentwickelte 74-cm³-Nachfolgemodell, die Setter „F“ (1961–1966) mit 1,6 PS und 3-Gang-Fußschaltung gab es in zwei Modellvarianten, eine mit Rennsattel, breiten Reifen und einem moderner gestalteten Rahmen sowie eine zweite mit schmalen Reifen, Federsitz und einem überarbeiteten M-59-Rahmen. Die von 1961 bis 1966 produzierte Setter „H“ mit ihrem 125-cm³Einzylinder-Zweitaktmotor und 1,95 PS und ebenfalls mit 3-Gang-Fußschaltung war das leistungsstärkste Modell der Marke. Von ihr wurden 509 Fahrzeuge gefertigt. Das Rahmendesign bildete auch die Basis für die RMH-Motorräder, die daher bis auf die Motoren nahezu baugleich waren. Auch die Setter „G“ (1961–1965) mit ihrem 49-cm³-Motor bekam eine 3-Gang-Fußschaltung und einen modernen Doppelschwingenrahmen. Von diesem Modell wurden 1489 Einheiten produziert. Das 49-cm³-Nachfolgemodell wurde von 1965 bis 1970 nur noch 868-mal produziert. Insgesamt stellte Setter fast 7000 eigene Motorräder her, zuzüglich der 782 Grundmodelle für RMH sowie einer unbestimmten Anzahl von Motoren für Ducson.
Seit Ende 1963 war das Unternehmen als Miguel Santonja y Hijos SL (Miguel Santonja & Sö.) registriert. Eine Setter 49 aus dem Jahr 1960 befindet sich im Museo Vehículos Históricos Valle de Guadalest in Guadalest.

### Maschinenbau (ab 1971)
Nachdem Ende der 1960er Jahre die Nachfrage auf dem Kraftradsektor durch die Verbreitung des Seat 600 stark gesunken war, verfolgten Miguel Santonja und Söhne die Motorradproduktion nicht weiter und stellten 1971 auf die Produktion von Maschinen für die Leder- und Schuhindustrie um, mit dem Ziel, damit den in- und ausländischen Markt in Europa, Amerika und Nordafrika beliefern zu können. Diese Maschinen wurden weiterhin unter der Marke Setter vertrieben.
2015 starb Miguel Santonja Pascual (* 18. Dezember 1932 in Elche; † 18. August 2015 ebenda), der Sohn des Gründers, der viele Jahre für Setter verantwortlich war.
Der Firmensitz der Miguel Santonja y Hijos SL lag zuletzt an der Ladera este del Vinalopo 6 in Elche.

### Setter Motors SL (seit 2017)

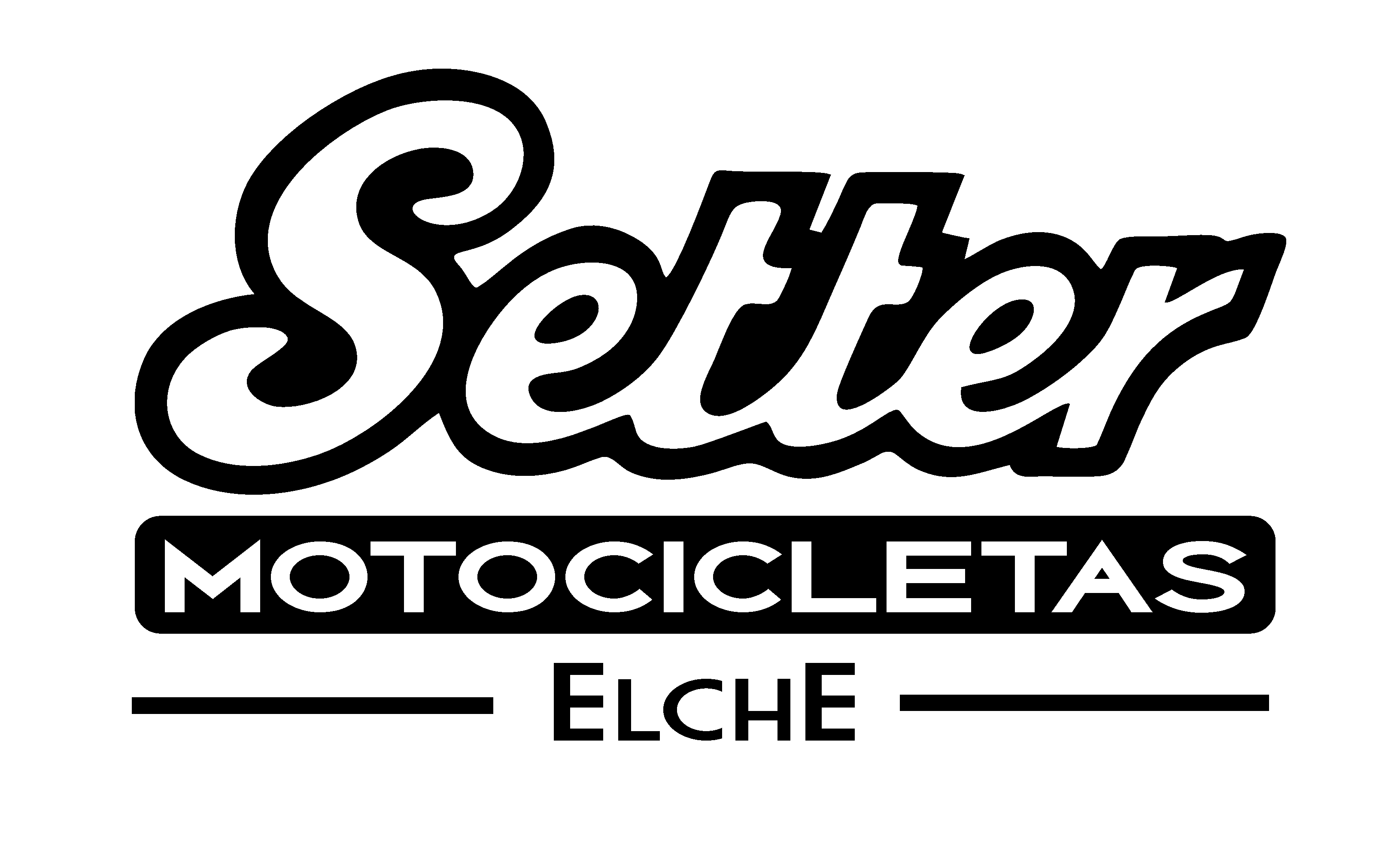
Logo von Setter Motors SL

2017 begann sein Neffe José Sánchez Santonja erneut mit der Fertigung von Krafträdern mit dem Markennamen Setter, allerdings unter neuem Logo. Setter Motors S.L. hat seinen Firmensitz seit 2017 in der Calle Mariano Luiña 33 (38° 16′ 8,4″ N, 0° 42′ 15,8″ W) und vertreibt auch Motorradbekleidung und -zubehör.

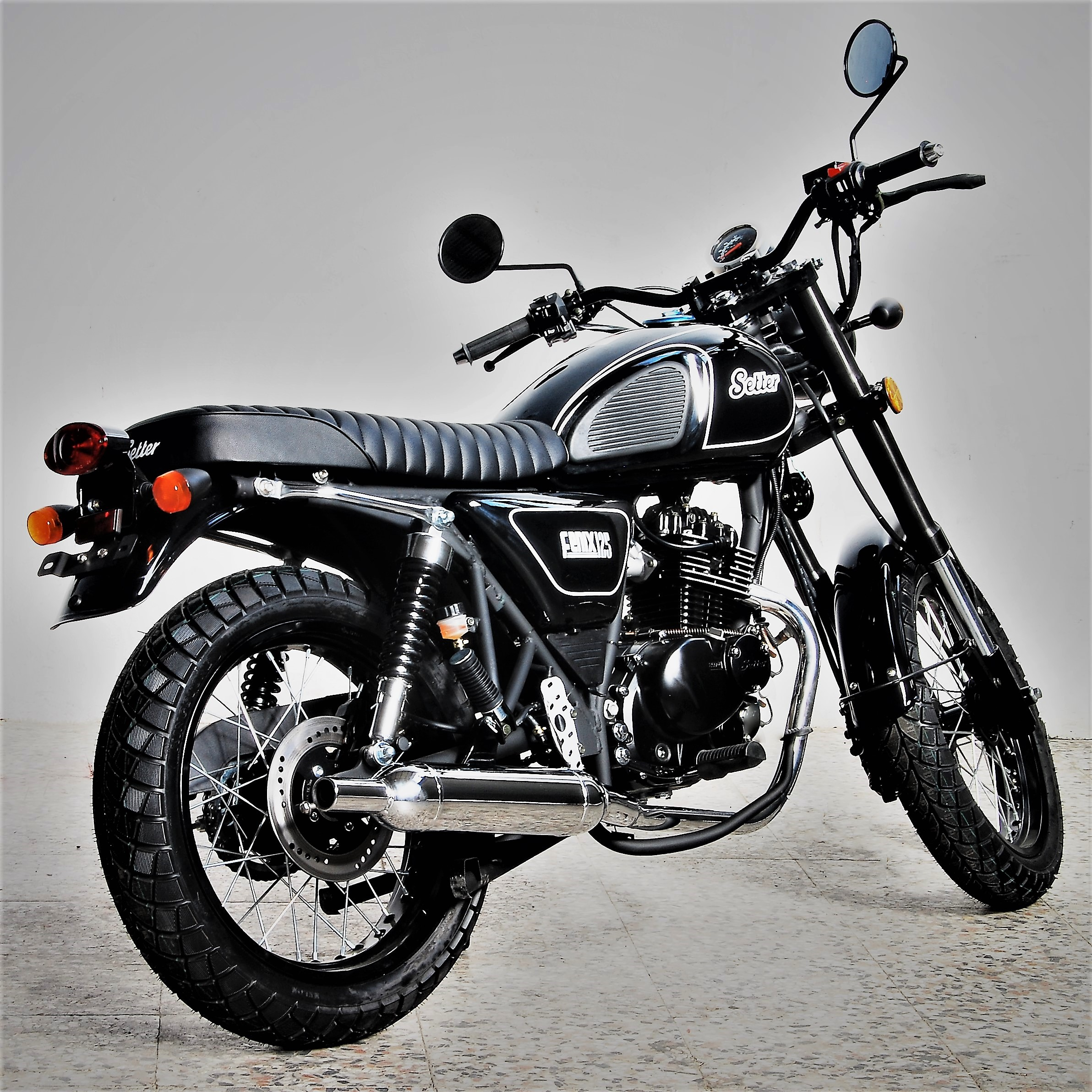
Setter „Fénix 125“ (2017)

Das seit September 2017 angebotene Modell „Fénix 125“ (zu deutsch Phönix 125) wird nicht selbst produziert, sondern die Grundelemente, Motor und Elektronik werden aus China bezogen und in Elche wird die klassisch wirkende Maschine mit den Außenelementen fertiggestellt. Das Modell hat einen 125-cm³-Viertaktmotor mit 11 PS, 5-Gang-Fußschaltung und erfüllt die Abgasnorm Euro 4. Setter präsentierte die „Fénix 125“ im April 2018 bei der FIRAUTO & S2R auf dem Areal der Institución Ferial Alicantina (IFA).